# Lamtanjong
Lamtanjong is een bestuurslaag in het regentschap Aceh Besar van de provincie Atjeh, Indonesië. Lamtanjong telt 443 inwoners (volkstelling 2010).